# برت تامبورینو
برت تامبورینو (انگلیسی: Brett Tamburrino؛ زادهٔ ۱۰ نوامبر ۱۹۸۱) بازیکن بیسبال اهل استرالیا است.